# Наонобу (лунный кратер)
Кратер Наонобу (лат. Naonobu) — крупный ударный кратер на восточной окраине Моря Изобилия на видимой стороне Луны. Название дано в честь японского математика Адзимы Наонобу (около 1732—1798) и утверждено Международным астрономическим союзом в 1976 г.

## Описание кратера
Ближайшими соседями кратера являются кратер Уэбб на севере-северо-востоке; кратер  Акоста на востоке-юго-востоке; кратер Лангрен на юго-востоке; кратер Атвуд  на юге и кратер Бильхарц на юго-западе.
Селенографические координаты центра кратера 4°42′ ю. ш. 57°56′ в. д. / 4,7° ю. ш. 57,93° в. д., диаметр 33,0 км, глубина 1870 м.
Кратер имеет циркулярную чашеобразную форму и значительно разрушен. Вал сглажен, отмечен множеством мелких кратеров, в западной части перекрыт приметным маленьким кратером. Дно чаши затоплено и выровнено базальтовой лавой, отмечено несколькими маленькими кратерами.
До переименования в 1976 г. кратер назывался сателлитным кратером Лангрен B.

## Сателлитные кратеры
Отсутствуют.